# Monique Henderson
Monique Henderson (ur. 18 lutego 1983 w San Diego) – amerykańska lekkoatletka, sprinterka, dwukrotna złota medalistka olimpijska w sztafecie 4 x 400 m.

## Sukcesy
| Rok  | Zawody                      | Miejsce | Wynik | Konkurencja | Czas         |
| ---- | --------------------------- | ------- | ----- | ----------- | ------------ |
| 2004 | Letnie Igrzyska Olimpijskie | Ateny   |       | 4x400 m     | 3.19,01 min. |
| 2008 | Letnie Igrzyska Olimpijskie | Pekin   |       | 4x400 m     | 3.18,54 min. |

### Rekordy życiowe
- bieg na 100 m - 11,34 s (2005)
- bieg na 200 m - 22,71 s (2004)
- bieg na 400 m - 49,96 s (2005)